# Nuevo Bataán
Nuevo Bataán (en cebuano: Bag·ong Bataan; en inglés: New Bataan) es un municipio filipino de primera categoría, situado en la parte sudeste de la isla de Mindanao. Forma parte de la provincia de Dávao de Oro situada en la Región Administrativa de Región de Dávao en cebuano Rehiyon sa Davao, también denominada Región XI. Para las elecciones está encuadrado en el Primer Distrito Electoral.

## Barrios
El municipio  de Nuevo Bataán se divide, a los efectos administrativos, en 16 barangayes o barrios, conforme a la siguiente relación:
| - Bantacán - Batinao - Camanlangán - Cogonón | - Fátima - Katipunán - Magsaysay - Magangit | - Pagsabangán - Panag - Cabinuangán (Población) - San Roque | - Andap - Kahayag - Manurigao - Tandaguán |

## Historia
El actual territorio de la provincia de Dávao de Oro fue parte de la provincia de Caraga durante la mayor parte de la Capitanía General de Filipinas (1520-1898).
A principios del siglo XX la isla de Mindanao se hallaba dividida en siete distritos o provincias. A principios del siglo XX la isla de Mindanao se hallaba dividida en siete distritos o provincias.
Municipio creado el 18 de junio de 1968 y formado por varios barrios antes pertenecientes al municipio de Nuevo Bataán en la Provincia de Dávao y quedan separados de dicho municipio para constituir en un municipio distinto e independiente que pasa a ser conocido como Neww Bataan en la misma provincia.
El ayuntamiento se situará en el bario de Bantacán y su término queda así delimitado:

"...The technical description of the said municipality is as follows, to wit: "From Point "10" corner of Lot 10116 plans 2 – Municipality of Nabunturan, thence to point "7" corner 3 of Lot 202 pls. to Municipality of Compostela to point "1" MBM No. 12 Municipality of Baganga, thence to point "3" MBM No. 13 Municipality of Caraga, thence to point "4" MBM No. 14 Municipality of Pantukan; thence to point "5" MBM No. 1 Municipality of Pantukan, thence to point of beginning at point "10"..."
REPUBLIC ACT NO. 4756

Hasta 1988 Dávao de Oro formaba parte de la  provincia de Dávao del Norte.